# Caroline Kempter

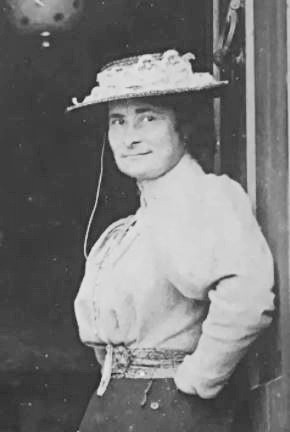
Caroline Kempter

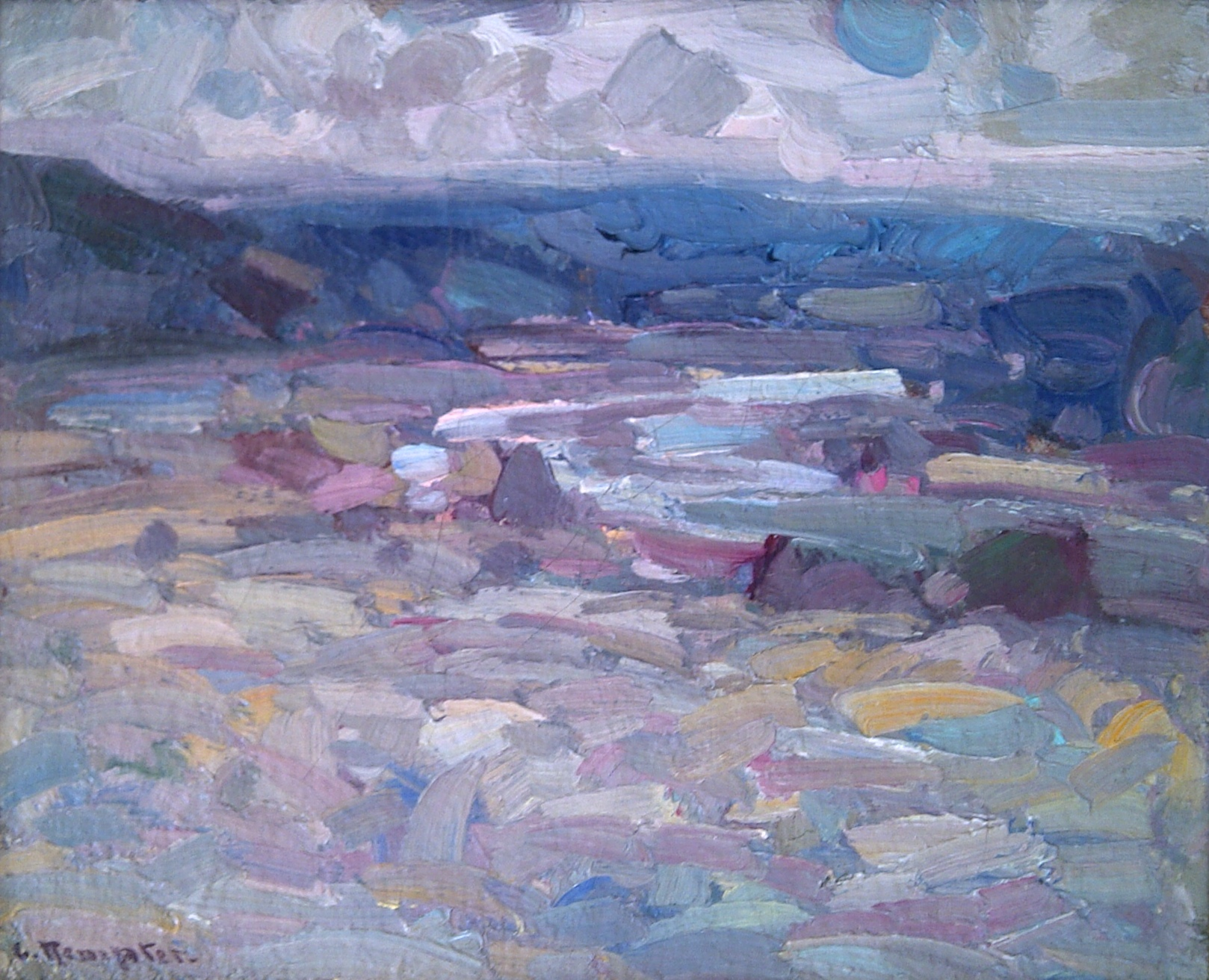
Landschaftsbild von Caroline Kempter

Caroline (Lina) Kempter (* 5. Februar 1856 in Illertissen; † 27. August 1925 ebenda) war eine süddeutsche Malerin.

## Leben
Caroline Kempter war die Tochter des Max Josef Kempter und seiner Frau Caroline, geb. Rief. Die Eheleute besaßen in Illertissen ein Gut und die Gastwirtschaft „Hirsch“. Als Tochter aus wohlhabendem Haus wählte sie nicht den im 19. Jahrhundert vorgegebenen Weg einer gutsituierten Ehefrau und Mutter, sondern konnte sich durch Ausbildung, selbständige Arbeit und Durchsetzungsvermögen eine eigenständige Karriere als freischaffende Künstlerin in München aufbauen. Ihr Leben ist beispielhaft für die frühe Emanzipationsgeschichte der Frauen im späten 19. Jahrhundert gegen den Widerstand der bestehenden Gesellschaftsordnung.
Kempter besuchte von 1881 bis 1883 die Königliche Kunstgewerbeschule München und war eine Schülerin des Landschaftsmalers Adolf Stäbli. Von 1891 bis 1920 war sie ordentliches Mitglied des Münchner Künstlerinnenvereins; ab 1895 engagierte sie sich im Ausschuss und in der Jury des Vereins. 1894/1895 unternahm sie eine Studienreise nach Valparaiso in Chile.
Von 1899 bis 1904 unterrichtete sie als Lehrerin an der Damenakademie des Künstlerinnen-Vereins München die Fächer Blumen, Landschaften und Stillleben. Zusätzlich führte sie eine eigene Privatschule mit Atelier. Mit ihren Schülern reiste sie im Sommer zunächst an den Starnberger See, von 1916 bis 1925 im Sommer und Herbst nach Landsberg am Lech.
Als freischaffende Künstlerin schuf Kempter Landschaften (überwiegend oberbayerische Motive), Blumenstücke und Stillleben. Sie malte in Öl und Aquarell, schuf Zeichnungen und in ihren letzten Lebensjahren auch farbige Holzschnitte. Zwischen 1889 und 1922 nahm sie häufig an Ausstellungen im Münchner Glaspalast teil. Sie beschickte unter anderem auch die Große Berliner Kunstausstellung (1891, 1897), die Bremer Kunstausstellung (1891) und eine Ausstellung der Münchner Sezession (1912).
Caroline Kempter starb im Alter von 69 Jahren in Illertissen und wurde auf dem dortigen Waldfriedhof begraben, wo ihre Grabstätte erhalten ist. Ihr Grabstein trägt die Inschrift „Caroline Kempter, Kunstmalerin“.

## Ehrungen und Gedenken
- Der Caroline-Kempter-Weg in Illertissen wurde nach ihr benannt.[2]
- Das Heimatmuseum Illertissen zeigt seit seiner Neukonzeption 2018 im „Kempter-Kabinett“ Werke und persönliche Gegenstände von Caroline Kempter.[3]

## Werke (Auswahl)
- Blühender Garten, Öl auf Leinwand
- Landschaft, Öl auf Leinwand
- Weisse Rosen, Öl auf Leinwand
- Blumenstillleben mit Büchern, Öl auf Leinwand (Link zum Bild)
- Moorlandschaft, Öl auf Leinwand (Link zum Bild)
- Landschaft bei Landsberg am Lech, Öl auf Leinwand (Link zum Bild)
- Bewölkter Himmel über weiter Hügellandschaft, Öl auf Leinwand
- Landschaft mit Schnitter, Öl auf Leinwand (Link zum Bild, Sammlung Lenbachhaus, München)